# Resolutie 389 Veiligheidsraad Verenigde Naties
Resolutie 389 van de Veiligheidsraad van de Verenigde Naties werd met twaalf stemmen voor en twee onthoudingen op 22 april 1976 aangenomen. Japan en de Verenigde Staten waren de landen die zich van stemming onthielden. Benin nam niet deel aan de stemming. De resolutie riep Indonesië op om zich terug te trekken uit Oost-Timor.

## Achtergrond
Nadat Portugal zijn kolonies had losgelaten, werd Oost-Timor eind 1975 na een korte burgeroorlog onafhankelijk. Korte tijd later viel Indonesië het land binnen en ontstond een oorlog.

## Inhoud
De Veiligheidsraad:
- Herinnert aan resolutie 384.
- Heeft het rapport van secretaris-generaal Kurt Waldheim overwogen.
- Heeft de verklaringen van Portugal en Indonesië gehoord.
- Heeft de verklaringen van de vertegenwoordigers van het Oost-Timorese volk gehoord.
- Herbevestigt het recht van het Oost-Timorese volk op zelfbeschikking en onafhankelijkheid.
- Vindt dat alles in het werk moet worden gesteld om het volk toe te laten zelfbeschikkingsrecht uit te oefenen.
- Merkt op dat de kwestie wordt behandeld door de Algemene Vergadering.
- Is zich bewust van de dringende noodzaak om de gespannen situatie te beëindigen.
- Neemt akte van de verklaring van Indonesië.

1. Roept alle landen op de territoriale integriteit van Oost-Timor en het zelfbeschikkingsrecht van het Oost-Timorese volk te respecteren.
2. Roept Indonesië op zijn troepen onmiddellijk terug te trekken.
3. Vraagt de secretaris-generaal dat diens speciale vertegenwoordiger zijn consultaties met de partijen verderzet.
4. Vraagt de secretaris-generaal de uitvoering van deze resolutie op de voet te volgen en er zo snel mogelijk over te rapporteren.
5. Roept alle landen op samen te werken met de VN aan een vreedzame oplossing en de dekolonisatie.
6. Besluit om op de hoogte te blijven.

## Verwante resoluties
- Resolutie 384 Veiligheidsraad Verenigde Naties (1975)
- Resolutie 1236 Veiligheidsraad Verenigde Naties (1999)
- Resolutie 1246 Veiligheidsraad Verenigde Naties (1999)

Lijst ·  385 ·  386 ·  387 ·  388 ·  389 ·  390 ·  391 ·  392 ·  393 ·  394 ·  395 ·  396 ·  397 ·  398 ·  399 ·  400 ·  401 ·  402